# Маймусов, Дмитрий Федосович
Дмитрий Федосович Маймусов (3 апреля 1924—2018) — советский и российский почвовед, доктор сельскохозяйственных наук, профессор Смоленского государственного университета.

## Биография
Дмитрий Федосович Маймусов родился 3 апреля 1924 года в посёлке Монастырщина (ныне — Смоленская область). В 1941 году окончил среднюю школу. Участвовал в Великой Отечественной войне. Демобилизовавшись, вернулся в Смоленскую область. В 1953 году с отличием окончил естественно-географический факультет Смоленского государственного педагогического института, после чего остался в нём преподавать. Был ассистентом, доцентом, заведующим кафедрой физической географии, позднее профессорствовал на этой же кафедре.
В общей сложности Маймусов опубликовал более 170 научных работ, среди которых — 13 книг по проблемам почвоведения. В 1965 году защитил диссертацию на соискание учёной степени кандидата географических наук на тему: «Почвы Починковского района Смоленской области». В 1992 году защитил диссертацию на соискание ученой степени доктора сельскохозяйственных наук по теме: «Почвы как функции компонентов ландшафта в условиях техногенеза». В течение семи лет совмещал преподавательскую работу с деятельность на посту заместителя по научной работе директора Смоленской опытно-мелиоративной станции. Избирался академиком Российской академии естествознания.
Умер 12 января 2018 года, похоронен на Гурьевском кладбище Смоленска.

## Награды
- Заслуженный работник высшей школы Российской Федерации (22 ноября 1999 года);
- Орден Отечественной войны 2-й степени (6 апреля 1985 года);
- Медали, ведомственные и общественные знаки.